# Calé
Calé, officiellement Jupiter XXXVII Calé (désignation internationale Kale), est un satellite naturel de Jupiter découvert en 2001, d'où sa désignation provisoire, S/2001 J 8. Il appartient au groupe de Carmé, constitué de lunes irrégulières et rétrogrades qui orbitent Jupiter entre 23 et 24 Gm de distance à une inclinaison de 165°.
Calé tirerait son nom de l'une des Grâces (grec Kharitès, latin Gratiae), filles de Zeus ; Calé serait l'épouse d'Héphaïstos d'après certains auteurs, bien qu'Aphrodite remplisse habituellement ce rôle.